# MMADHC

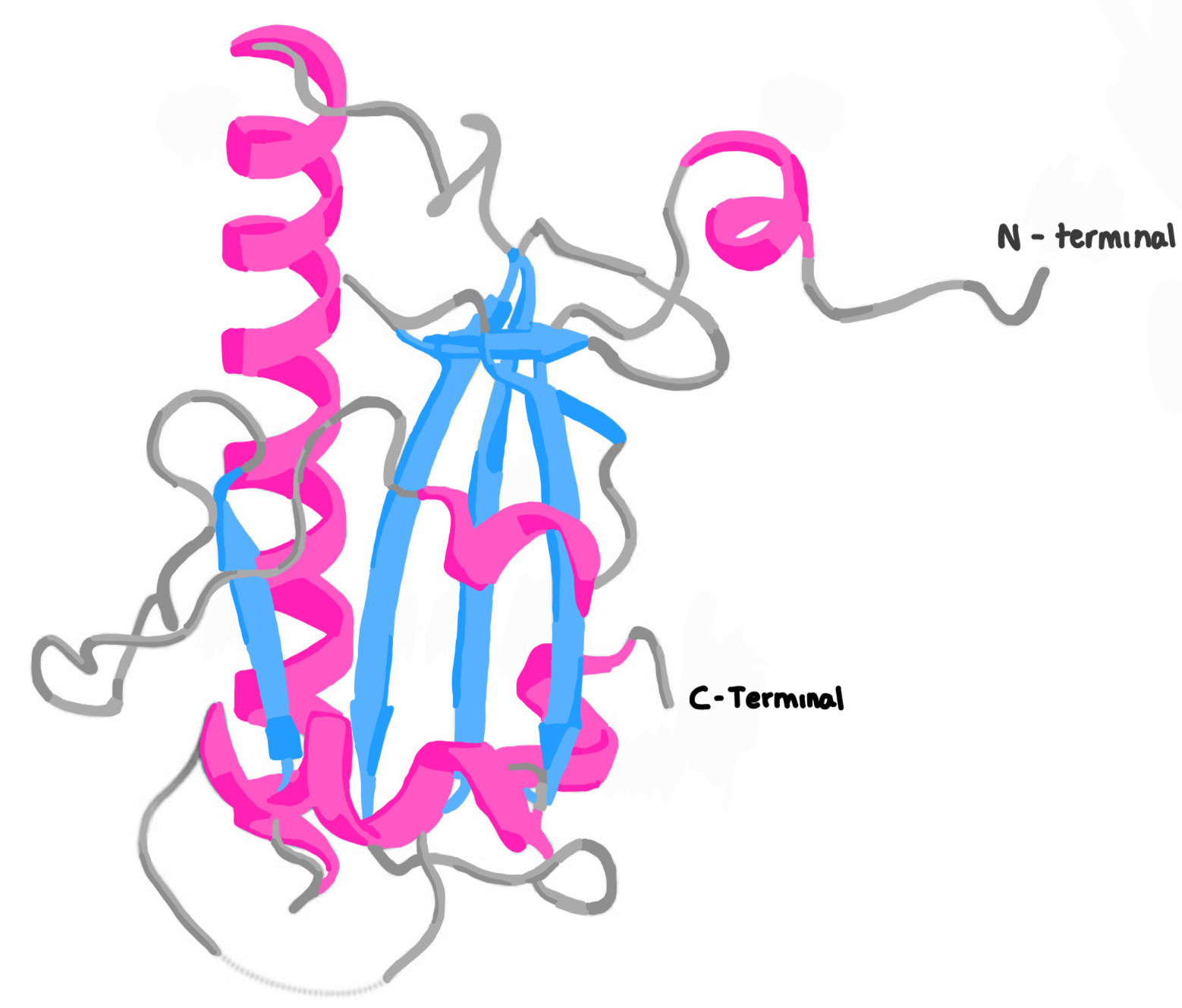
Figura 2. Estructura MMADHC en què es poden veure les làmines beta (en blau) i les hèlix alfa (en rosa).

La metilmalonic aciduria i homocistinuria de tipus D (MMADHC) altrament anomenada com cobalamin lysine ligase deficiency protein (CblD), és una proteïna mitocondrial que participa en el procés d'entrega i metabolisme de la vitamina B12, també coneguda com a cobalamina. Es troba principalment a cèl·lules humanes, on és codificada pel gen MMADHC situat al cromosoma 2 del genoma humà.

## Localització
Els estudis de localització subcel·lular van permetre identificar a la proteïna en el compartiment citoplasmàtic i en el mitocondrial. En la via de metabolisme de la VitB2, també hi actua la MMACHC, una altra proteïna que funciona estrictament al citoplasma cel·lular, a diferència de la MMADHC, que funciona tant dins del mitocondri com al citosol.

## Estructura
La proteïna en la seva estructura secundària, està composta per 4 hèlix-alfa i 6 làmines beta. En referència a la importància de l'estructura en la funció de MMADHC, s'ha pogut predir que hi ha quatre regions d’unió amb la proteïna MMACHC, que és una proteïna que col·labora en el procés d'unió de la MMADHC a la cobalamina. El grup C de l'extrem terminal de l'estructura globular de la CblD és una de les regions per les quals s'enllaça a la proteïna MMACHC.
La MMADHC presenta un plec semblant a la nitro-FMN reductasa (NFR). A més, comparteix característiques estructurals distintives amb dues proteïnes que formen part del metabolisme de la cobalamina en els mamífers: el CblC (o MMACHC) i el domini d'activació de la metionina sintasa. També comparteix característiques amb dues dehalogenases bacterianes. Per aquestes raons, s'ha proposat que aquestes proteïnes MMADHC constitueixin una nova subfamília dins de la superfamília NFR.

## Gen
El gen MMADHC és un gen que codifica una proteïna que intervé en el transport i metabolisme de la cobalamina i es troba al braç llarg del cromosoma 2 (2q23.2) del genoma. També té un paper destacat en la regulació i biosíntesi de la proporció dels coenzims methylcob(III)alamin (MeCbl) and 5'-deoxyadenosylcobalamin (AdoCbl).

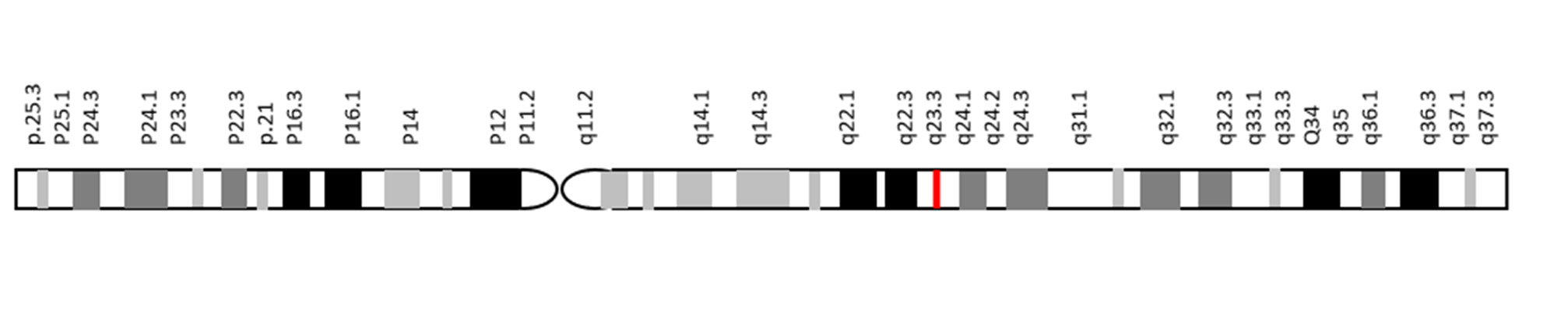
Figura 1: Situació del gen d'interès que codifica la proteïna MMADHC, al cromosoma 2 del genoma humà (q23.3)

## Funció
Aquesta proteïna intervé en una fase inicial del metabolisme de la vitamina B12, una vitamina essencial pel desenvolupament i la supervivència normal dels humans.
En humans, la vitamina B12 s'ha de transformar en dues formes de coenzim, la metilcobalamina (MeCbl) i l'adenosilcobalamina (AdoCbl), per mantenir l'homeòstasi intracel·lular de l'homocisteïna i l'àcid metilmalònic, respectivament. Així i tot, durant aquest procés es codifiquen més de 20 proteïnes diferents que actuen juntament per aconseguir un lliurament segur del micronutrient essencial, des de la seva absorció als teixits i compartiments cel·lulars fins a la seva posterior modificació per parts dels enzims clients del seu ús.
CblC (o MMACHC) s'uneix a ABCD4 i LMBD1, que són receptors de membrana, de manera que permet la unió alamina cob (II) (derivat de la vitamina B12) al punt d'entrada citosòlic. Aquesta unió d'alamina cob (II) al receptor debilita l'enllaç del cobalt del seu grup R i permet que MMACHC funcioni com a un enzim de processament que elimina el grup R. Aquest procés es pot dur a terme mitjançant els mecanismes de desalquilació, com és el cas de MeCbl o AdoCbl, o per decianació. Aquestes eliminacions necessiten un donant d'electrons, que generalment és el glutatió.
El lliurament d'alamina cob (II) processada requereix la intervenció de la MMADHC, que a diferència de MMACHC no es pot unir directament a l'alamina cob (II), ja que la seva estructura tridimensional no ho permet, actuarà com a xaperona i només funciona després que s'elimini el grup R.

Finalment, la proteïna MMADHC reacciona amb l'alamina cob (II) unida a CblC (a qui la MMADHC sí que es pot unir) formant un complex de coordinació interproteïna tiolat-cobalt de manera que l'alamina cob (II) ja està preparada per ser transformada en els dos enzims finals d'aquesta via metabòlica, AdoCbl i MeCbl. Per mitjà d'un mecanisme que encara no s'ha explicat, transfereix el cofactor a la metioninasintasa.

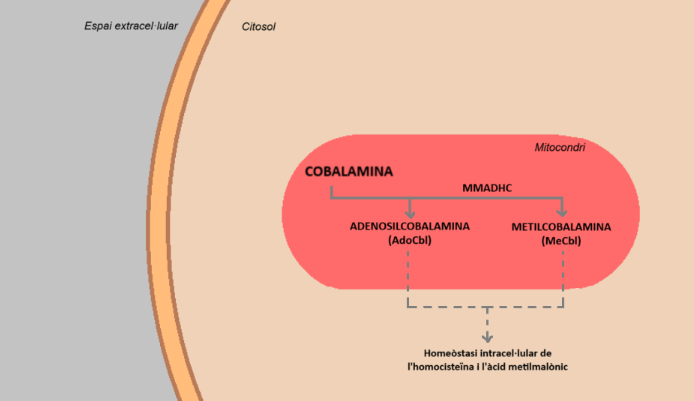
Figura 3. Funció general de la proteïna MMADHC en el metabolisme de la cobalamina.

El producte del procés de la MMADHC, AdoCbl, és un cofactor necessari perquè el metilmalonil-CoA faci la seva funció correctament. Aquest és un intermediari de la degradació de certs aminoàcids i àcids grassos. Per això es diu que la MMADHC té un paper important en la generació d'energia i la síntesi de compostos a l'organisme, ja que és l'encarregada de catalitzar la conversió de metilmalonil-CoA a succinil-CoA.
En el mitocondri, la CblB (també anomenada adenosiltransferasa o MMAB) sintetitza AdoCbl a partir d'alamina cob (II) i ATP en presència d'un donant d'electrons. MMAA, una GTPasa, activa la càrrega del cofactor de CblB a la metilmalonil-CoA mutasa i la descàrrega de cob(II)alamina en la direcció contrària.

## Importància clínica
Les mutacions al gen que codifica la MMADHC poden portar a trastorns metabòlics hereditaris, com l'acidèmia metilmalònica (MMA). La MMA és una alteració estranya en què l'organisme no pot descompondre la metilmalonil-CoA, per tant, no la pot utilitzar adequadament, fet que porta a l'acumulació de metilmalonil-CoA a l'organisme i a una sèrie de problemes de salut, incloent-hi l'acidosi metabòlica.
L'acidèmia metilmalònica i homocistinúria tipus cblD (MMADHC) és un trastorn del metabolisme de la cobalamina que es caracteritza per tenir els nivells disminuïts dels coenzims AdoCbl i MeCbl. També és un trastorn causat per la presència de mutacions al gen MMADHC (2q23.2) i es transmet de forma autosòmica recessiva. Aquestes mutacions només afecten la proteïna quan es troba al compartiment citoplasmàtic i es troben al C-terminal, no quan es troben al mitocondri.
Per tant, l'acidèmia metilmalònica és una malaltia hereditària en la qual l'organisme no és capaç de processar alguns lípids de forma correcta. Els símptomes i signes de la malaltia, que solen fer-se presents al començament de la infància i que poden variar de lleus a potencialment mortals, poden incloure deshidratació, retard del creixement i vòmits. Podem trobar complicacions a llarg termini que poden provocar problemes d'alimentació, malaltia renal crònica, discapacitat intel·lectual i pancreatitis. Si no es proporciona tractament, l'acidèmia metilmalònica pot conduir al coma i a la mort en certs casos. Els efectes a llarg termini de l'acidèmia metilmalònica depenen del gen mutat i de la gravetat de la mutació.
S'han trobat almenys 5 mutacions al gen MMADHC a les persones amb la malaltia, que corresponen a canvis als gens MUT, MMAA, MMAB, MMADHC i MCEE. Aquestes mutacions condueixen a una proteïna que no pot produir AdoCbl. Com a conseqüència, certs lípids i proteïnes no es descomponen correctament, cosa que permet que els compostos tòxics s'acumulin als òrgans i teixits de l'organisme, i provoqui el desenvolupament dels símptomes característics de la malaltia.
El tractament de l'acidèmia metilmalònica generalment implica una dieta especial baixa en proteïnes i especialment en els aminoàcids metionina, valina i isoleucina, així com l'administració de suplements de vitamina B12 i altres tractaments específics.